# مارك بيريل
مارك بيريل (بالإنجليزية: Mark Birrell)‏ هو سياسي أسترالي، ولد في 7 فبراير 1958. انتخب عضو المجلس التشريعي الفيكتوري.